# Водяные полёвки
Водяные полёвки (лат. Arvicola, «обитающий в поле») — род крупных грызунов семейства хомяковых. Обитают как в водной, так и в сухопутной среде по всей Европе и Северной Азии.
Средняя длина тела от 12 до 22 см, толщина от 6,5 до 12,5 см, масса тела от 70 до 250 г. Численность сильно меняется по годам, размах колебаний в некоторых местах может достигать 1000 раз. Покрыты длинной плотной шерстью и имеют слой меха в виде бахромы на лапах, что улучшает их плавательные способности.

## Виды
- Водяная полёвка (Arvicola terrestris)[2], или водяная крыса[3]
- Иберийская полёвка (Arvicola sapidus)[1] или юго-западная водяная полёвка[3]
- Полёвка Шермана (Arvicola scherman)[1] или малая водяная полёвка[4][5]:243
- † Arvicola mobachensis Schmidtgen, 1911 — древне—раннеплейстоценовые отложения Европы и Западной Сибири[6][5]:238-239
- † Arvicola greeni Hinton, 1926 — конец раннего плейстоцена крестностей Мосбаха (Германия), считается непосредственным потомком Mimomys majori,   отождествляется с A. bactonensis Hinton, 1926, в этом случае обитала и в Англии, и в Италии[5]:239
- † Arvicola chosaricus Alexandrova, 1976 — средний плейстоцен юга Восточной Европы[5]:239
- † Arvicola abboti Hinton, 1910 — поздний плейстоцен Британских островов и Европы, отождествляется с A. antiqus Pomel, 1853, чье название должно иметь приоритет[5]:240
- † Arvicola gracilis Heller, 1955 — поздний плейстоцен (вюрм) горы Вайнберг, Франкоский Альб, ФРГ[5]:240
- † Arvicola kalmakensis Zazhigin, 1980 — средний плейстоцен Обь-Иртышского междуречья[6]
- † Arvicola nahalensis[7]